# KV6

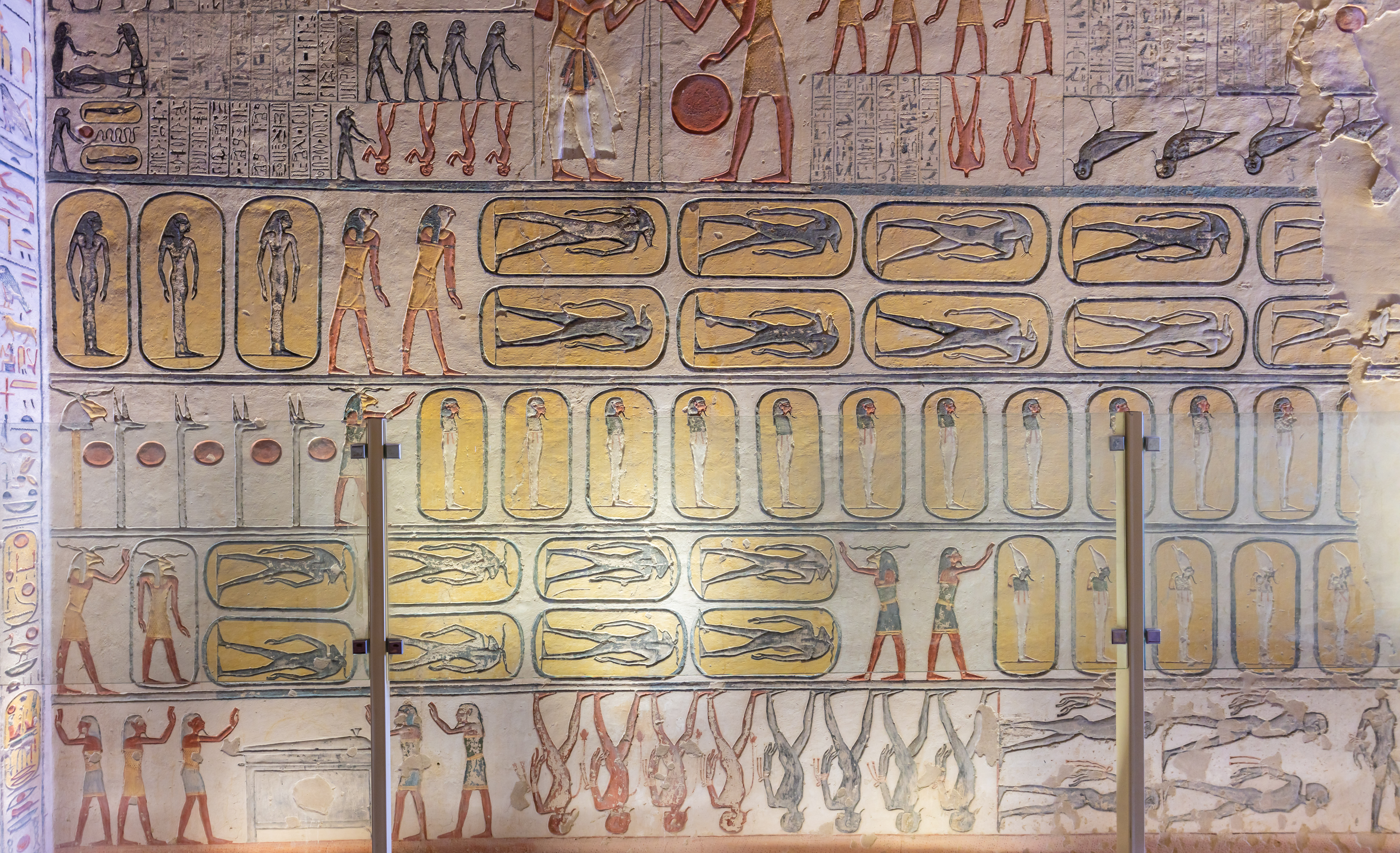
Jeroglíficos.

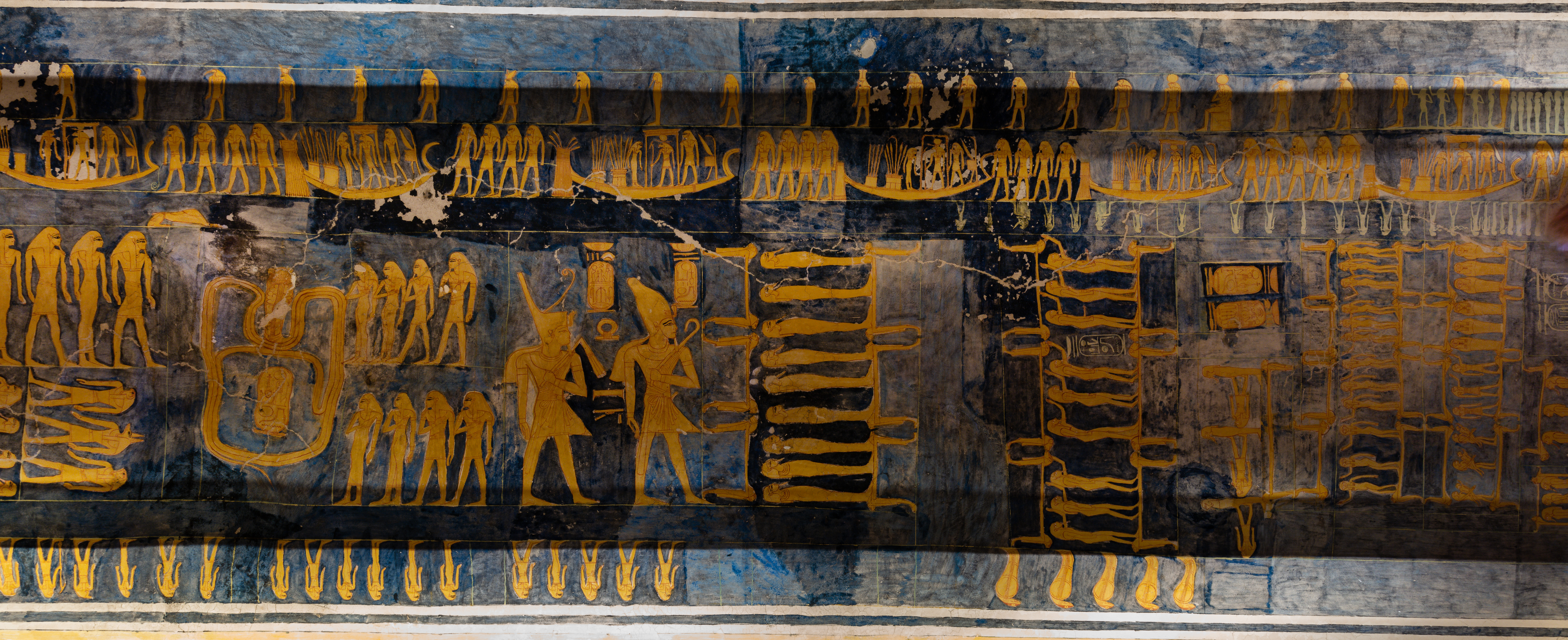
Techo de la cámara.

KV6 es una tumba egipcia del llamado Valle de los Reyes, situado en la orilla oeste del río Nilo, a la altura de la moderna ciudad de Luxor. Perteneció a Ramsés IX, el octavo faraón de la dinastía XX.

## Marco histórico

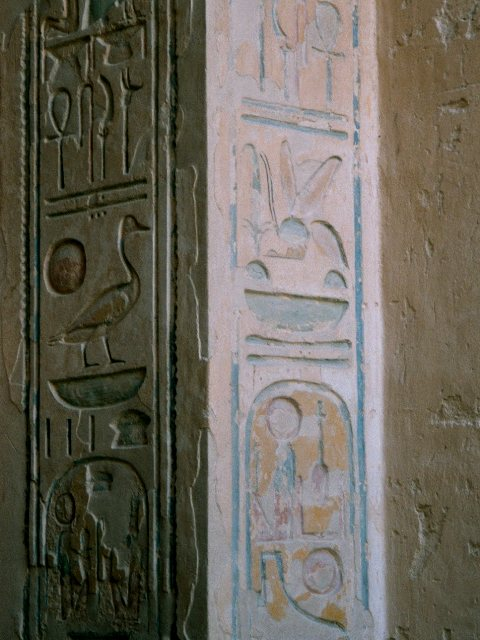
Cartucho perteneciente a Ramsés IX en KV6.

Conocida como la número 6 del Valle, la tumba de Ramsés IX sigue el mismo perfil que el resto de los soberanos de su dinastía, aunque es de dimensiones más modestas que las de sus antecesores. Esto se debe a la difícil situación y al continuo empobrecimiento que sufría Egipto, aumentado por la incapacidad del faraón y por el estado de disgregación que vivía el país. Con los reyes afincados desde hacía cien años en el norte, la antigua capital de Tebas había pasado a ser un centro religioso gobernado por los sacerdotes de Amón de forma prácticamente autónoma al poder central.
Aunque no es el soberano mejor conocido de su dinastía, tenemos algunos datos de Ramsés IX que demuestran que siguió la misma línea que sus antecesores en el trono: una total falta de carisma y de voluntad para gobernar un país que ya estaba muy lejos de ser el gran imperio de los Amenhotep y de los Thutmose. Presumiblemente un nieto de Ramsés III, Ramsés IX gobernó durante 18 años, de 1126 a 1108 a. C., aproximadamente, bajo el nombre de Neferkara-Setepenra Ramsés-Jaemuaset-Meriamón.
La complicada crisis interna bajo Ramsés IX es un hecho: el faraón tuvo que hacer frente a incursiones de nómadas en sus fronteras, a la falta de ayuda de su supuesto subordinado el virrey de Nubia, y al aumento de bandas de ladrones. El propio Valle de los Reyes se resintió, y es por entonces cuando comienzan a generalizarse los robos y los sacrilegios perpetrados en la necrópolis. Aunque de esto no se puede culpar a Ramsés IX: por entonces, el sumo sacerdote Amenhotep había adquirido para Tebas un estado de semiindependencia y él se encargaba de todo lo que ocurría en aquella zona. Como muestra del desorden que sufría el país, solo hay que observar la propia tumba del rey... en 18 largos años de reinado no llegó a ser finalizada, pese a ser de dimensiones más o menos modestas y no ofrecer ninguna complicación arquitectónica.

## Situación
KV6 está situada en la mitad norte del Valle, justo entre las dos tumbas que más ríos de tinta han hecho correr a la arqueología moderna (con permiso de KV62, la tumba de Tutankamón): el inmenso complejo funerario de los hijos de Ramsés II (KV5) y la misteriosa y célebre KV55, de la difícil época de Amarna. La densidad de tumbas tan cercanas entre sí comienza a hacerse patente cuanto más avanzamos al sur, y KV6 no solo es vecina de estas dos, sino que está justo enfrente de KV7, perteneciente al anteriormente mencionado Ramsés II, el Grande.
La tumba de Ramsés IX es similar a la de todos los faraones ramésidas. Aparte del omnipresente corredor de entrada (A, uno de los más largos del Valle), de tres pasillos descendentes (B, C y D) y una antecámara (E), existe una cámara de pilares con rampa incluida (F) que se une directamente a la cámara sepulcral (J). Además, el primer pasillo, B, consta de cuatro pequeñas cámaras anexas (Ba, Bb, Bc y Bd), una de ellas incompleta. Aunque se talló en la cámara sepulcral un hueco poco profundo para albergar el sarcófago exterior del faraón, éste no se ha encontrado en la tumba.

## Decoración
Aunque gozó de un reinado de 18 años, las obras de construcción de KV6 fueron increíblemente lentas y tortuosas, y a la muerte del faraón aún no se había llegado a decorar ni la mitad de la tumba. Por ello, en los días en los que el cuerpo llegaba a Tebas y era embalsamado, los constructores sufrieron un auténtico maratón en el que consiguieron pintar lo que aún les quedaba. Es más, podemos decir que esta tumba fue la última del Valle de los Reyes en ser completamente pintada.

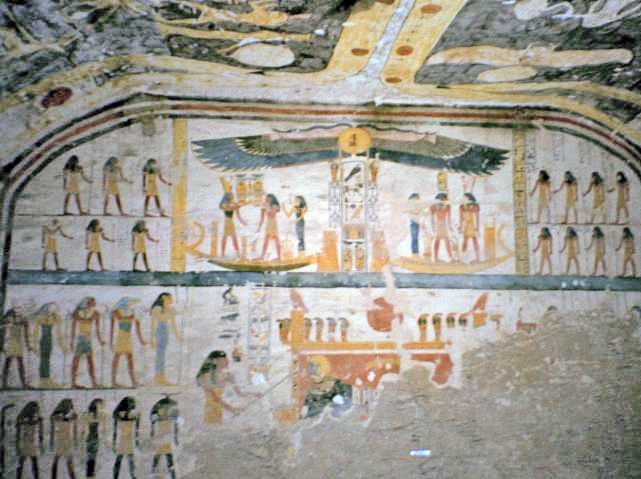
Detalle de la cámara sepulcral.

- A la entrada del corredor B se ve el disco solar flanqueado de diosas.
- En B hay una profusa decoración, con partes del Libro de las Cavernas, la Letanía de Ra y parte del ritual de Apertura de la Boca. También hay bellas representaciones de Ramsés IX y de los dioses Ra-Horajti, Osiris y Meretseger, así como de buitres y escarabajos alados.
- En el corredor siguiente, C, vuelve a aparecer en la entrada un disco solar, esta vez flanqueado por el propio difunto y halcones. Más fragmentos del Libro del Amduat, del Libro de las Cavernas y del Libro de los Muertos, así como un techo con motivos astronómicos decoran el lugar. Existen también figuras de guardianes serpiente, y de Ramsés IX acompañado de los dioses Hathor y Amón-Ra.
- El pasillo D no desmerece en motivos decorativos a los anteriores. A su entrada el disco solar vuelve a estar acompañado por el faraón, al que se le añaden nueve dioses más (Osiris, Isis, Neftis, Horus, Hathor, Geb, Shu, Serket y Neit). En el corredor propiamente dicho aparecen representadas las horas segunda y tercera del Amduat, los guardianes serpiente y otras muchas imágenes, entre las que destacamos al rey representado como Osiris, y acompañado de Ptah y Maat.
- La antecámara E muestra, como en el corredor B, escenas de la Apertura de la Boca, realizada por un sacerdote del dios Inmutef, asociado a Horus.
- La sala de pilares F no está decorada, quizás por la falta de tiempo.
- Por su parte, la cámara sepulcral tiene como textos funerarios más partes del Amduat, del Libro de las Cavernas, del Libro de la Tierra y del Libro de los Cielos, este último en el techo. Ramsés IX aparece en la barca solar junto a varios dioses, y también en forma de Osiris siendo revivido por Horus y otras divinidades protectoras.

Aunque el estado de conservación de todas estas pinturas es en la mayor parte de los casos envidiable (sobre todo por haber estado la tumba abierta desde hace siglos), sí se ha comprobado que muchas pinturas se están perdiendo y algunos pigmentos comienzan a verse mucho más difusos. Toda la decoración de la parte baja de la cámara sepulcral se ha perdido.

## Excavación
En la actualidad KV6 no parece guardar ya ningún secreto para nosotros. Las dos excavaciones que están documentadas que tuvo fueron en el siglo XIX, y en la actualidad el lugar está completamente desescombrado. El primero en analizar exhaustivamente el lugar fue Henry Salt, en 1817, que recogió numerosos objetos hoy expuestos en el Museo Británico de Londres: ushebtis de madera, ostraka e incluso una figura del ka del difunto.
Más tarde, en 1888, Georges Daressy volvería a excavar en la tumba, hallando aún más ostraka, y las huellas del transporte del sarcófago de piedra del rey, que para sorpresa de todos, no se hallaba en la cámara sepulcral.

## La momia real
Ramsés IX fue enterrado con total certeza en KV6 a su muerte, y su momia fue una de tantas otras que fueron puestas a salvo por los reyes-sacerdotes durante la dinastía XXI, viendo la oleada de robos y violaciones de tumbas que sufría el devastado país. Hallada en el escondite de DB320, la momia de Ramsés IX es la última perteneciente a un faraón del Imperio Nuevo que ha llegado a nuestras manos: de las pertenecientes a sus dos sucesores, que cerraron la dinastía, no se sabe nada.
El cadáver no ha sido completamente desenvuelto, y deja vernos solo la cabeza. Aun así parece que la momia sufrió muchos daños en su transporte, pues le falta la nariz y tiene numerosas grietas y roturas en la piel. El sarcófago en que fue hallado pertenecía originalmente a la dama Nesjons, la esposa de Pinedyem II, cuyo cuerpo también reposaba en el mismo escondite.